# Сибли (Луизијана)
Сибли (енгл. Sibley) град је у америчкој савезној држави Луизијана.

## Демографија
По попису из 2010. године број становника је 1.218, што је 120 (10,9%) становника више него 2000. године.
| Група             | 2000.       | 2010.       |
| Белци             | 822 (74,9%) | 866 (71,1%) |
| Афроамериканци    | 259 (23,6%) | 308 (25,3%) |
| Азијати           | 0 (0,0%)    | 5 (0,4%)    |
| Хиспаноамериканци | 6 (0,5%)    | 17 (1,4%)   |
| Укупно            | 1.098       | 1.218       |